# Coprophanaeus caroliae
Coprophanaeus caroliae är en skalbaggsart som beskrevs av Stanley Joe Edmonds 2008. Coprophanaeus caroliae ingår i släktet Coprophanaeus och familjen bladhorningar. Inga underarter finns listade i Catalogue of Life.